# Stortjärnhobben
Stortjärnhobben är en fyndighet av guldförande malm i Storumans kommun. Den ligger sydost om Jåvanberget, ungefär fem kilometer sydost om Grundfors kraftstation vid Umeälven och ungefär fyra kilometer söder om Storumans flygplats. Markområdet ägs av Sveaskog och ingår i den av Sveaskog inrättade Ekopark Jovan.
Guldmineraliseringen i Stortjärnhobben upptäcktes i häll under blockletning 1988. Guldförande block med upp till 99 gram guld per ton har hittats i området, medan den bästa mineraliseringen till 2024 representeras av en sju meters kärnsektion med 9,77 gram guld per ton.
Ett större borrningprogram inleddes i augusti 2024.
Stortjärnhobben är Lappland Guldprospekterings huvudprojekt. Företaget Lappland Goldminers AB fick en bearbetningskoncession för både silver och guld av Bergsstaten för projektet 2007.
Bergsstaten beviljade i april 2024 Lappland Guldprospektering AB markanvisning för en gruva i Stortjärnhobben. Beslutet har överklagats till mark- och miljödomstolen av bland andra Sveaskog och Vapstens sameby.